# Organizzazione non lucrativa di utilità sociale

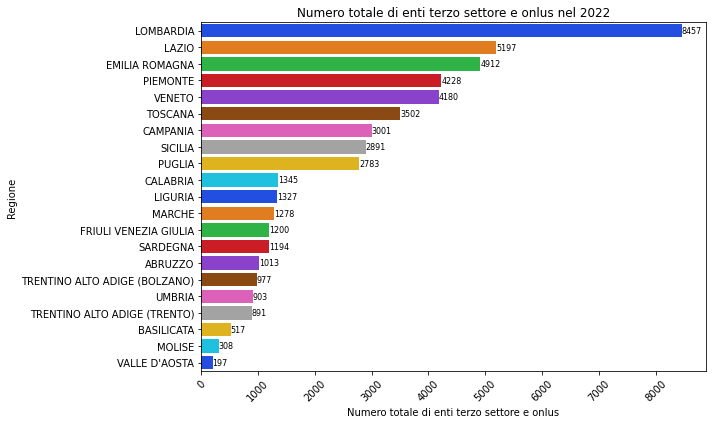
Fonte : [https://datibenecomune.substack.com/p/d3045d80-1379-4221-a78e-2aab12a6817e OnData

Un'organizzazione non lucrativa di utilità sociale, meglio nota con l'acronimo ONLUS, nell'ordinamento italiano, è un particolare tipo di qualifica che un'organizzazione può assumere. Esse sono associazioni, enti o cooperative che a vario titolo operano sul territorio nazionale e internazionale.  Sono enti di carattere privato che, in base allo statuto o all’atto costitutivo, svolgono la loro attività per finalità esclusive di solidarietà sociale. Con la Riforma del Terzo Settore (legge 117 del 2017) l'acronimo ONLUS è stato abrogato e al suo posto è sorto l'acronimo ETS (Ente del Terzo Settore), con tutte le modifiche che ne derivano. 

## Caratteristiche
A essa, secondo l'art. 10 del d.lgs. 4 dicembre 1997, n. 460, appartengono determinati enti di carattere privato, anche privi di personalità giuridica, i cui statuti o atti costitutivi rispondono ai requisiti elencati nello stesso articolo. L'appartenenza a tale categoria attribuisce la possibilità di godere di agevolazioni fiscali.
Le ONLUS non sono un nuovo tipo di soggetto giuridico, in aggiunta a quelli previsti dalle norme civilistiche, ma una categoria nella quale sono fatti rientrare alcuni di essi per riservare loro un regime fiscale particolare in relazione allo scopo non lucrativo.

## I soggetti
I soggetti che possono assumere la qualifica di ONLUS sono:
- le associazioni  riconosciute e non riconosciute;
- i comitati;
- le fondazioni;
- le società cooperative;
- gli altri enti di carattere privato, con o senza personalità giuridica.
- la chiesa cattolica.

Non possono in ogni caso essere ONLUS:
- gli enti pubblici;
- le società commerciali, diverse da quelle cooperative;
- le fondazioni bancarie;
- i partiti e movimenti politici;
- i sindacati;
- le associazioni dei datori di lavoro e di categoria.

Alcune categorie di enti assumono automaticamente la qualifica di ONLUS (sono le cosiddette ONLUS di diritto):
- le organizzazioni di volontariato purché iscritte nei registri regionali delle organizzazioni di volontariato e purché - ai sensi dell'art. 30, comma 5, del D.L. 185/2008 convertito nella legge 28 gennaio 2009, n. 2 - si limitino a svolgere esclusivamente attività commerciali e produttive marginali come individuate dal d.m. finanze del 25.05.1995;
- le organizzazioni non governative;
- le cooperative sociali;
- i consorzi di cooperative sociali formati esclusivamente da cooperative sociali.

Gli enti che non sono ONLUS di diritto possono diventare ONLUS solo se ottengono l'iscrizione all'Anagrafe delle ONLUS.

## Requisiti dello statuto o atto costitutivo
Al fine di acquisire la qualifica di ONLUS è necessario che lo statuto o l'atto costitutivo dell'ente, redatto nella forma dell'atto pubblico o della scrittura privata autenticata o registrata, prevedano espressamente:
- lo svolgimento di almeno una delle seguenti attività:
  - assistenza sociale e socio sanitaria;
  - assistenza sanitaria;
  - beneficenza;
  - istruzione;
  - formazione;
  - sport dilettantistico;
  - promozione e valorizzazione dei beni culturali;
  - tutela e valorizzazione dell'ambiente;
  - promozione della cultura e dell'arte;
  - tutela dei diritti civili;
  - ricerca scientifica di particolare interesse sociale, come definita dal d.P.R. 14 giugno 2003, n. 135;
- l'esclusivo perseguimento di finalità di solidarietà sociale;
- il divieto di svolgere attività diverse da quelle sopra menzionate, ad eccezione di quelle ad esse direttamente connesse;
- il divieto di distribuire, anche in modo indiretto, utili e avanzi di gestione nonché fondi, riserve o capitale durante la vita dell'organizzazione, a meno che la destinazione o la distribuzione non siano imposte per legge o siano effettuate a favore di altre ONLUS che per legge, statuto o regolamento fanno parte della medesima ed unitaria struttura;
- l'obbligo di impiegare gli utili o gli avanzi di gestione per la realizzazione delle attività istituzionali e di quelle ad esse direttamente connesse;
- l'obbligo di devolvere il patrimonio dell'organizzazione, in caso di suo scioglimento per qualunque causa, ad altre organizzazioni non lucrative di utilità sociale o a fini di pubblica utilità, sentito l'organismo di controllo di cui all'articolo 3, comma 190, della legge 23 dicembre 1996, n. 662, salvo diversa destinazione imposta dalla legge;
- l'obbligo di redigere il bilancio o rendiconto annuale;
- l'obbligo di manifestare una rigida trasparenza gestionale non omettendo alcun requisito di bilancio;
- disciplina uniforme del rapporto associativo e delle modalità associative volte a garantire l'effettività del rapporto medesimo, escludendo espressamente la temporaneità della partecipazione alla vita associativa e prevedendo per gli associati o partecipanti maggiori d'età il diritto di voto per l'approvazione e le modificazioni dello statuto e dei regolamenti e per la nomina degli organi direttivi dell'associazione;
- l'uso, nella denominazione ed in qualsivoglia segno distintivo o comunicazione rivolta al pubblico, della locuzione "organizzazione non lucrativa di utilità sociale" o dell'acronimo "ONLUS".

- Con la riforma del Terzo Settore del 2017, è stata concessa la possibilità di aumentare gli stipendi pagati ai componenti del Consiglio di Amministrazione delle Onlus. La riforma concerne la maggiorazione dal 20% fino al 40% rispetto ai Contatti Nazionali della medesima categoria.

Ed in più ha rimosso i limiti degli anni ‘90 rispetto alla percentuale massima pagabile sotto forma di stipendi del 2% dell’utile o massimale di 4 milioni di lire.

## Finalità
Per gli ambiti di attività dell'istruzione, assistenza sanitaria, formazione, sport dilettantistico, promozione della cultura e dell'arte e tutela dei diritti civili si considerano esistenti le finalità sociali quando le attività sono rese nei confronti di terzi (come persone svantaggiate o componenti di collettività estere) e non dei soci, fondatori, organi amministrativi di controllo e coloro i quali operano su mandato dell'organizzazione.
Tuttavia, in relazione alle attività connesse, le stesse finalità si intendono realizzate anche quando alcuni dei beneficiari siano soci della ONLUS. L'esercizio di attività connessa è consentito solo nel caso in cui queste non siano prevalenti rispetto a quelle istituzionali e che i proventi non siano superiori al 66% delle spese complessive, pena la perdita della qualifica di ONLUS.
Alcune categorie di enti hanno la possibilità di derogare al divieto di svolgere attività diverse da quelle sopra elencate (sono le cosiddette ONLUS parziarie):
- gli enti ecclesiastici delle confessioni religiose con cui lo Stato ha stipulato patti, accordi o intese;
- le associazioni di promozione sociale ricomprese tra gli enti di cui all'articolo 3 della legge 25 agosto 1991, n. 287, le cui finalità assistenziali siano riconosciute dal Ministero dell'interno (autorizzazioni concernenti la somministrazione di alimenti e di bevande nelle mense aziendali e negli spacci annessi ai circoli cooperativi e degli enti a carattere nazionale le cui finalità assistenziali sono riconosciute dal Ministero dell'interno).

## Anagrafe delle ONLUS
L'iscrizione all'Anagrafe unica delle Onlus ha carattere costitutivo ai fini della qualificazione come ONLUS degli enti interessati ed è condizione necessaria per beneficiare delle agevolazioni fiscali.
Le Direzioni regionali delle entrate competenti per territorio tengono l'Anagrafe unica delle Onlus. Gli enti che intraprendono le attività sopra indicate sono tenuti a darne loro comunicazione mediante raccomandata o consegna diretta alla Direzione Entrate competente, alla quale andrà anche indicata ogni eventuale variazione successiva. Con decreto 19 gennaio 1998 (G.U. n. 17 del 22 maggio 1998) il Ministero delle finanze ha specificato che le organizzazioni di volontariato, le organizzazioni non governative e le cooperative sociali (le quali sono ONLUS di diritto) sono esonerate dall'obbligo di effettuare la comunicazione all'anagrafe.

## Agevolazioni fiscali
La categoria delle ONLUS è destinataria di un regime tributario di favore per quanto riguarda:
- le imposte sui redditi;
- l'imposta sul valore aggiunto (IVA);
- altre imposte indirette.

Con la legge "+ Dai - Versi" si è resa possibile inoltre una maggiore deducibilità delle donazioni effettuate a favore delle organizzazioni nonprofit ONLUS e si è così favorita l'attività di raccolta fondi.
A partire dal 17 marzo 2005, le imprese e le persone fisiche possono detrarre/dedurre dal proprio reddito imponibile le eventuali donazioni destinate a favore di onlus e di altre tipologie di enti; la deducibilità è possibile per importi fino al 10% del reddito, e comunque entro un tetto massimo di € 70.000,00.
Le ulteriori ipotesi di risparmio fiscale, pur se non sono cumulabili con la "+ Dai - Versi", continuano comunque a sopravvivere, e pertanto:
- le persone fisiche possono beneficiare della detrazione delle imposte del 19% delle donazioni, entro un tetto massimo di € 2.065,83 (il che rende sempre più conveniente la formula "+ Dai - Versi" salvo nei casi di redditi bassissimi);
- i soggetti IRES possono dedursi fino al 2% del reddito d'impresa dichiarato, oppure, in alternativa, € 2.065,83.

È evidente che la prima ipotesi è conveniente per aziende con redditi d'impresa superiori a € 3,5 milioni, mentre la seconda lo è per aziende con redditi d'impresa inferiori a € 20.658,3.
Dal 2006 le ONLUS possono infine concorrere al cinque per mille.